# Puerto de San Glorio

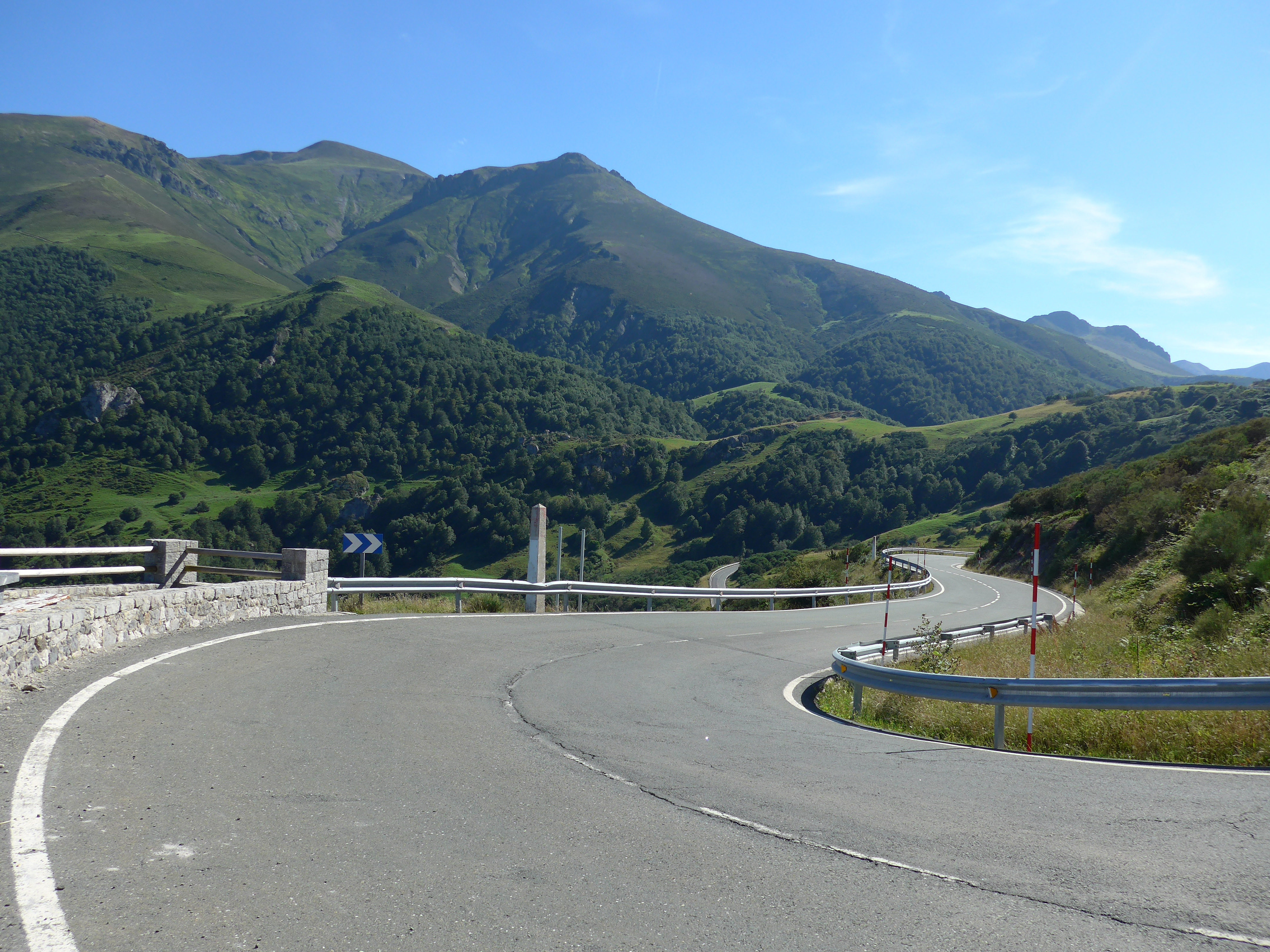
Curva en la vertiente cántabra del puerto de San Glorio a la altura del Mirador del Corzo

El puerto de San Glorio es un paso de montaña que alcanza una cota máxima de 1609 m s. n. m., y que une las provincias de León y Cantabria (España) a través de la carretera N-621, atravesando de SO a NE la cordillera Cantábrica. Se trata del segundo paso de montaña asfaltado más elevado de dicho sistema (tras el puerto de Las Señales).

## Etimología
Este paso de montaña era llamado antiguamente "San Clovis" o "San Clovio"; pero la nomenclatura oficial actual es la de San Glorio, probablemente (aunque falta documentación) debido a una transformación espontánea del topónimo fruto del fenómeno de la etimología popular.

## Localización
De SO a NE, su inicio se localiza en la localidad de Boca de Huérgano (León), a 1110 m s. n. m. por la carretera N-621, alcanza su máxima cota a 1609 m s. n. m., exactamente en el punto 43°04′00″N 4°46′00″O / 43.06667, -4.76667, para culminar en la villa cántabra de Potes, a 291 m s. n. m., tras recorrer 47,5 km

## Historia
Existen varios estudios que propugnan que el paso natural de montaña que ofrece San Glorio fue utilizado por las legiones romanas en su avance desde el sur para la invasión de Cantabria (guerras cántabras), aunque otros sugieren que fue por el próximo puerto de Piedrasluengas por donde avanzó una de las tres columnas que llevaron a cabo esta ocupación. Lo que sí es seguro es que por una zona próxima salvó el ejército de Octavio Augusto el obstáculo de la cordillera Cantábrica.

## Descripción de la ruta
La parte leonesa del puerto es la más suave, representa el ascenso desde la meseta Central a la cornisa Cantábrica y salva un desnivel de 500 m. Partiendo de Boca de Huérgano atraviesa las localidades de Villafrea de la Reina, Los Espejos de la Reina, Barniedo de la Reina, Portilla de la Reina y Llánaves de la Reina, durante 20 km.
La parte cántabra es mucho más sinuosa, pues supone el ascenso desde casi el nivel del mar hasta lo alto de la Cordillera, y plagada de curvas de herradura y rampas de importante desnivel. Teniendo en cuenta que el alto del puerto se suele considerar el límite de provincia, salva un desnivel de 1318 m, partiendo de Potes y pasando por Valmeo, La Vega y Bores, durante 28 km.

## Características
San Glorio es uno de los puertos de montaña más elevados de la cordillera Cantábrica, discurre junto a los espacios protegidos del parque nacional de Picos de Europa y el parque natural de Fuentes Carrionas y Fuente Cobre-Montaña Palentina, en un entorno de una gran riqueza de fauna y flora, además de miradores naturales de gran belleza paisajística. Desde su cima se puede observar asimismo el entorno natural de Fuentes Carrionas, en la provincia de Palencia y las cumbres más elevadas de este macizo. Desde su carretera parten diversas pistas y caminos forestales hacia estas elevaciones, convirtiendo la visita mucho más sencilla a cotas casi inaccesibles de otra forma, como Peña Prieta o Mojón de Tres Provincias. Dos son sus miradores principales: el del alto del puerto, situado en el límite provincial, y el del corzo (decorado con la figura metálica de un corzo, del escultor cántabro Jesús Otero) ya en la zona cántabra y con una vista impresionante. También en las inmediaciones del límite entre provincias se accede por una pista al mirador del Collado de Llesba, donde se sitúa el "Monumento al Oso", con unas vistas privilegiadas de los Picos de Europa. La carretera desde Potes atraviesa el Valle de Cereceda en paralelo con el río Quiviesa.

## Flora y fauna

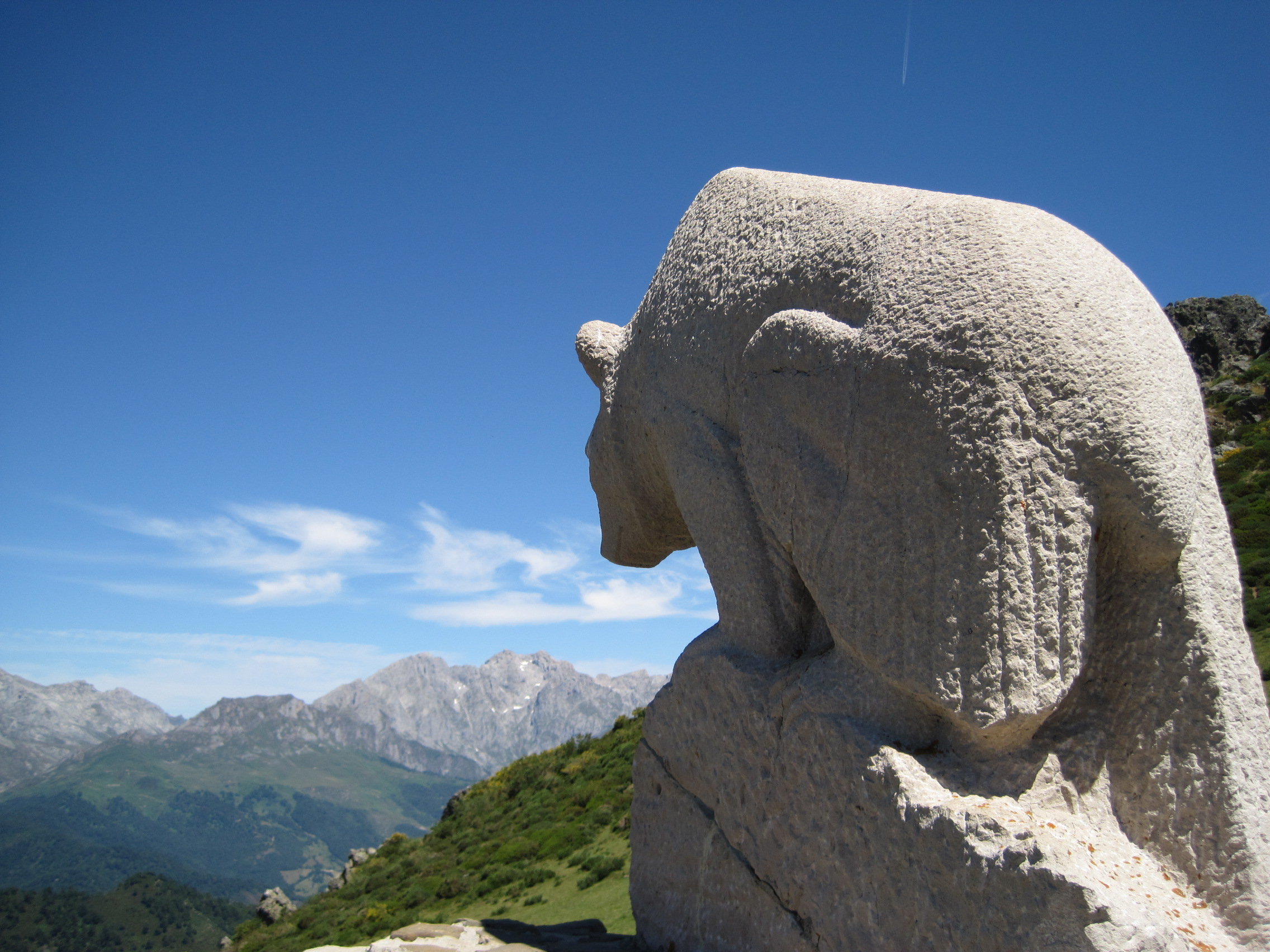
Monumento al oso, en el Collado de Llesba, muy cerca del puerto.

La fauna en torno al puerto de San Glorio es rica, y en algunos casos, en especies en claro peligro de extinción, como el oso pardo, del que quedan las últimas unidades en la Cordillera Cantábrica y el urogallo, también característico de la misma, pero los animales más característicos por estos montes son el corzo, el venado, el jabalí, la ardilla o el zorro. También el lobo hizo su aparición por estos pagos, pero está en claro retroceso. Entre las aves destacar el buitre leonado, el águila real y la perdiz, además de muchas otras especies animales de menor tamaño, roedores y reptiles.
La flora del entorno es rica en especies arbóreas como enebro, abedul, haya y roble albar, así como algún pinar de repoblación ; matorrales como escobales, piornales y brezales, así como plantas y hierbas como el cardal, stellaria, calluna y helecho. El monte bajo también es rico en pastizales.

## Gastronomía
San Glorio atraviesa una de las zonas más ricas gastronómicamente de Cantabria, como es Liébana, gracias al microclima de la zona. Además del típico cocido lebaniego, son alimentos con denominación de origen el Quesuco de Liébana, el Picón Bejes-Tresviso y el conocido licor Orujo de Liébana. También la Miel de Liébana es muy apreciada.

## Proyecto de estación de esquí
La construcción de la Estación de esquí de San Glorio es una reivindicación de la comarca de la Montaña de Riaño que surge a mediados de los años 70 pero no es atendida por el valor medioambiental de la zona. La población de oso pardo utiliza sus valles para comunicarse desde León con los parajes de Fuente del Cobre y Fuentes Carrionas en Palencia, y con la Liébana en Cantabria. Así mismo se trata de una zona de un alto valor ecológico por los endemismos de numerosas especies vegetales que se pueden encontrar en las laderas de los valles glaciares que conforman el entorno del puerto.
La empresa promotora defiende que se trata de la única solución para la despoblación de los pueblos aledaños, quienes se han postulado claramente a favor del proyecto, con grandes reivindicaciones para su puesta en marcha. Sus argumentos están sobre todo en el gran impulso que podría suponer esta inversión para la zona, que podría ser el inicio de su resurgir económico.

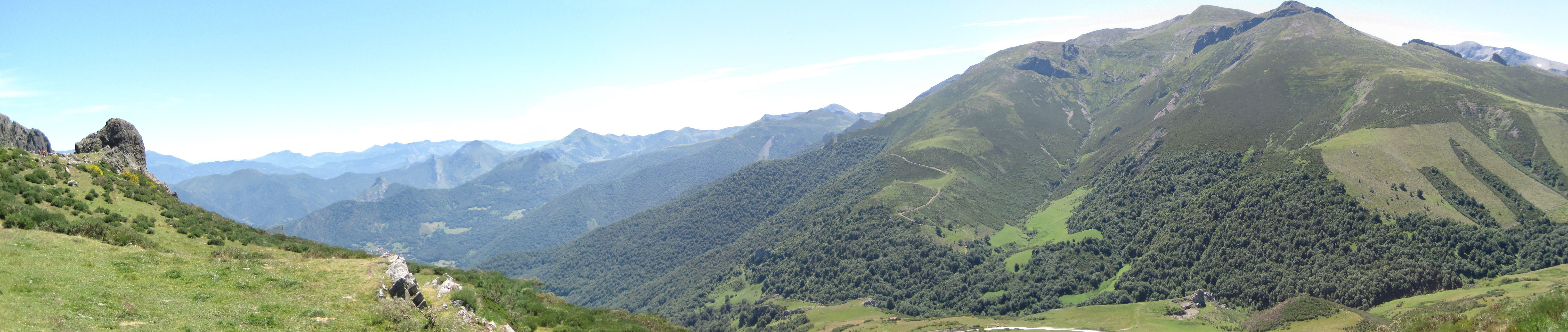
Vista hacia el sureste desde el collado de Llesba.

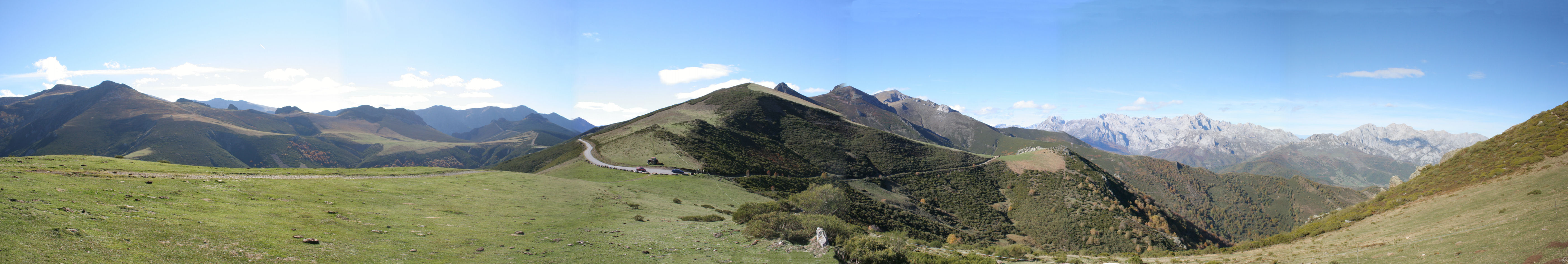
Vista del Coriscao desde el collado de Llesba, junto al puerto.